# Biała (Pajęczno)
Pour les articles homonymes, voir Biała.
Biała (prononciation [ˈbjawa]) est un village de la gmina de Rząśnia, du powiat de Pajęczno, dans la voïvodie de Łódź, situé dans le centre de la Pologne.
Il se situe à environ 5 kilomètres au sud de Rząśnia (siège de la gmina), 5 kilomètres au nord-est de Pajęczno (siège du powiat) et 74 kilomètres au sud-ouest de Łódź (capitale de la voïvodie).
Sa population s'élevait à 966 habitants en 2011.

## Administration
De 1975 à 1998, le village était attaché administrativement à l'ancienne voïvodie de Piotrków.

Depuis 1999, il fait partie de la nouvelle voïvodie de Łódź.